# أرييه أزولاي
أرييه أزولاي Aryeh Azulai (بالعبرية: אריה אזולאי، من مواليد 1933). وكان رئيس بلدية الثالثة من مدينة أشدود في إسرائيل>
ولد في فاس، المغرب، أزولاي اشتغل كمعلم من حيث المهنة. وقد شغل عددًا من الأدوار في النظام التعليمي حتى تم انتخابه رئيسًا لبلدية أشدود في عام 1983. وخلال توليه منصب العمدة ، كان إنجازه الأكثر شهرة هو تأسيس شركة أشدود للتنمية ومتحف كورين مامان.
تم استبداله كرئيس لبلدية زيفي زيلكر (الذي نجح في وقت سابق) في عام 1989. ومنذ عام 1993 ، شارك في الوكالة اليهودية.